# Alsókajanel
Alsókajanel (románul: Căinelu de Jos) falu Romániában, Erdélyben, Hunyad megyében.

## Fekvése
Dévától északnyugatra fekvő település.

## Nevének eredete
Nevét a Kaján patakról vette. A Marosnémetivel szemben betorkolló patak ma is Kaján nevet visel (1910. tk: Caian); ezzel ma csak a Felsőkajanel (Căinelul de Sus) felől folyó főágát jelölik, régente azonban jobb oldali ágának mellékágát is így nevezték, amely Bezsán felett Alsókajanel területén torkollott a főágba (Györffy György 3: 295).

## Története
Alsókajanel, Kaján, Kajántő nevét 1330-ban v. Kayanthw ~ Kayantho néven említette először oklevél, mint a Hermann nemzetség tagjainak birtokát.
1330-ban ville Kayanfw ... et Kayanthw, 1499-ben p. Kayanthew, 1554 után Requisitorie Petri More  provisoris et castellani castri Gyalw super Kayan, 1733-ban Kis-Kaján, 1750-ben Kajanel, 1760–1762 között Also Kajanel, 1805-ben Kajanel, 1808-ban Kajanyel val., Kainsdorf g. [?], Kajna h. [?], 1861-ben  Kajanel, 1888-ban  és 1913-ban Alsó-Kajanel néven volt említve. 1330-ban a Hermán nembeliek osztozásakor Kajántő fele Bezsán felével együtt Dénes fia László mesternek, a Lackfiak ősének jutott, másik fele Máté fia László és Péter fia András birtoka lett. 1473-ban  Kayan Nádasdi Ungor János birtoka, 1499-ben Kajántő Soklyósi Péter görgényi várnagy kezére került. 1533-ban a Galacziak kiegyeznek a Németiekkel több birtok, köztük  Kayan, Kyskayan felől. 1536-ban Naghkayan, Kyskayan Németi Nemesek részbirtoka volt. A trianoni békeszerződés előtt Hunyad vármegye Dévai járásához tartozott. 1910-ben 356 lakosából 10 magyar, 335 román volt. Ebből 7 római katolikus, 346 görög keleti ortodox volt.